# 山崎哲也 (俳優)
山崎 哲也（やまざき てつや、1957年5月7日 - ）は、日本の俳優、声優。テアトル・エコー演技部の劇団員である。
石川県金沢市出身。横浜放送映画専門学院（現・日本映画大学）を卒業後、テアトル・エコー附属養成所に入所した。
俳優や声優以外の主な活動に、テアトル・エコー公演の音響プラン、松浦亜弥主演ミュージカル『草原の人』や世界文化社『語り伝えたい ふるさとの民話』のSE制作、テレビ朝日『土曜ワイド劇場 新聞記者・鶴巻吾郎 2』での方言指導などがある。

## 出演
脚注のないデータは、下記外部リンク節のテアトル・エコー公式プロフィールとテレビドラマデータベースからの参考。

### テアトル・エコー公演
- 半変化束恋道中（1982年）
- 恋愛二重奏（1982年）
- 歌うならラブソング（1987年）
- 風の吹く場所（1998年）
- れびゅ 純情雪景色
- 水族館
- やっかいな楽園 - 音響プラン兼務
- 涙で頬が傷だらけ

### テレビドラマ
- 刑事物語'85 第7話（1985年、日本テレビ）
- 兄弟拳バイクロッサー 第24話・第29話（1985年、日本テレビ） - イヤゴーの声、ヘラクレスIIの声
- 松本清張作家活動40年記念スペシャル ゼロの焦点（1991年、日本テレビ）
- クリスマススペシャル 聖夜に逢いたい（1992年、フジテレビ）
- 火曜サスペンス劇場 季節はずれの宿泊客（1993年、日本テレビ）

### 映画
- 手紙（2003年、監督：松尾昭典）

### テレビアニメ
- 鉄腕アトム (アニメ第2作)（1980年 - 1981年、日本テレビ） - 街のロボットA、銀行員、スカンクの部下、乗組員B、消防士、群衆B、男A、警官A
- 最強ロボ ダイオージャ（1981年、名古屋テレビ） - トマソン
- 魔法のプリンセス ミンキーモモ 第1作（1982年、テレビ東京）ピッチャー、パンチュラー、兵士
- キャッツ・アイ（1983年、日本テレビ）
- 重戦機エルガイム（1984年、名古屋テレビ） - シェラ・リーフ 役[1]

### アニメーション映画
- ピノキオ（1983年）再公開版
- ダンボ（1983年）再公開版 - 眼鏡カラス 役
- 銀河鉄道の夜（1985年） - 街の人々 役[5]
- 11ぴきのねことあほうどり（1986年） - ねこ 役[6]
- 王立宇宙軍 オネアミスの翼（1987年） - デンタ 役[1]
- わんわん物語（1989年）再公開版 - ダクシー 役
- トイ・ストーリー（1996年） - おもちゃ 役[7]

### OVA
- 夢から、さめない。（1987年、原作：白倉由美） - 河村 役[8]

### ゲーム
- コブラ 黒竜王の伝説（1989年）

### テレビ番組
- こどもにんぎょう劇場（NHK）
- 難問解決!ご近所の底力（NHK）
- ゆうどきネットワーク（NHK）
- フレンドリーテレビショッピング

### CM
- 日産自動車
- 東急イン
- コニカミノルタ
- ツクダオリジナル
- ブルドックソース